# Bruno Bulić
Pour les articles homonymes, voir Bulić.
Bruno Bulić (né le 6 mars 1958 à Pula) est un coureur cycliste yougoslave. Actif durant les années 1980 et 1990, il a été champion de Yougoslavie sur route en 1978, vainqueur du Tour de Yougoslavie en 1984. Il a représenté la Yougoslavie aux Jeux olympiques de 1980 et 1984, avec pour meilleur résultat la huitième place du contre-la-montre par équipe des Jeux de 1980.

## Palmarès
- 1978
  - Champion de Yougoslavie sur route
- 1979
  - 2e du championnat de Yougoslavie sur route
  - 3e du Trofeo Zsšdi
  -  Médaillé de bronze du contre-la-montre par équipe (it) des Jeux méditerranéens
- 1980
  - 8e du contre-la-montre par équipe des Jeux olympiques
- 1981
  - Jadranska Magistrala
  - 2e du championnat de Yougoslavie sur route
- 1983
  - Trofeo Zsšdi
- 1984
  - Tour de Yougoslavie
  - 9e du contre-la-montre par équipe des Jeux olympiques
- 1985
  - 4e étape de la Semaine cycliste bergamasque
  - 4e étape de la Giro delle Regioni
  - Tour du Frioul-Vénétie julienne
  - 2e étape du Tour de la Vallée d'Aoste
  - 3e du Tour de Slovaquie
  - 3e de la Semaine cycliste bergamasque
  - 3e du Tour de la Vallée d'Aoste

## Résultats sur les grands tours

### Tour d'Italie
- 1986 : 25e